# Miltern
Miltern este o comună din landul Saxonia-Anhalt, Germania.